# Howard Fast
Howard Melvin Fast (New York, 11 novembre 1914 – Greenwich, 12 marzo 2003) è stato uno scrittore statunitense conosciuto anche con gli pseudonimi di Walter Ericson e E.V. Cunningham.

## Biografia
Howard Fast nacque a New York.  I suoi genitori erano entrambi immigranti ebrei. La madre Ida Nee Miller, era nata nel Regno Unito mentre il padre Barney era ucraino e abbreviò il suo vero cognome Fastovsky in Fast all'arrivo negli Stati Uniti.
Quando nel 1923 la madre morì e il padre rimase disoccupato, il fratello minore Julius andò a vivere da parenti mentre Howard e il fratello maggiore iniziarono a lavorare vendendo giornali presso la Biblioteca di New York. Howard stesso attribuì in seguito la sua precoce passione per la letteratura a questo suo lavoro giovanile.
Howard iniziò a scrivere molto giovane. Nel 1933, all'età di soli 18 anni pubblicò il suo primo romanzo, Two Valleys, scritto mentre peregrinava attraverso gli Stati Uniti passando da un lavoro saltuario a un altro. La sua prima opera di successo fu Il cittadino Tom Paine (Citizen Tom Paine), una versione romanzata della vita di Thomas Paine.  Fortemente interessato alla storia statunitense, scrisse L'ultima frontiera (The Last Frontier), sul tentativo degli indiani Cheyenne di tornare nelle loro terre native, racconto pubblicato in italiano sul Pioniere dal n° 1 al n° 21 del 1960, e La via della libertà (Freedom Road), sulla vita degli ex-schiavi dopo la Guerra di Secessione.
È autore del romanzo Gli emigranti (The Immigrants), che ripercorre la vita di alcuni emigranti italiani ed ebrei negli anni precedenti la crisi economica del 1929.
Il suo romanzo più noto è Spartacus del 1951, che ispirò il film omonimo del 1960 di Stanley Kubrick e Kirk Douglas.
Ha pubblicato anche racconti di fantascienza, raccolti, in Italia, nelle antologie Il generale abbatte un angelo (1970) e La mano (1974).
A causa della sua adesione al comunismo divenne una vittima del maccartismo ma vinse nel 1953 il premio Stalin per la pace.

## Opere tradotte in italiano
- La via della libertà, traduzione di Joele Jannelli Pinna Pintor, Collana I Coralli n.18, Torino, Einaudi, 1948.
- Sciopero a Clarkton, traduzione di Franco Ferrarotti, Collana Biblioteca scientifico-letteraria, Torino, Einaudi, 1950.
- Trenta denari : dramma in tre atti, Biblioteca Teatrale, Roma, Edizioni di cultura sociale, 1952.
- Spartaco, a cura di Sergio Borelli, Milano, Cooperativa del libro popolare, 1953. - Nuova ed., Spartacus, Milano, Mondadori, 1959.
- L'ultima frontiera, Roma, Edizioni di Cultura Sociale, 1953. - Nuova ed., L'ultima vittoria dei Cheyenne, Milano, Longanesi, 1974; Odoya, 2013, ISBN 978-88-628-8207-1.
- Sacco e Vanzetti, Roma, Edizioni di Cultura Sociale, 1953.
- Tra due fuochi, Milano, Baldini & Castoldi, 1964.
- Mirage, il Giallo Mondadori n.874, Milano, 1965. - Nuova ed., Milano, Polillo, 2010.
- La doppia vita di Sylvia West, Milano, Garzanti, 1965. (come E. V. Cunningham)
- Penelope, la magnifica ladra, Milano, Garzanti, 1967. (come E. V. Cunningham)
- Lydia, Milano, Garzanti, 1968. (romanzo, come E. V. Cunningham)
- Phyllis: romanzo, Milano, Garzanti, 1969. (come E. V. Cunningham)
- Il generale abbatte un angelo, Milano, Mondadori (Urania), 1970.
- La mano, Milano, Mondadori (Urania), 1974.
- La parte del leone, Milano, Mondadori, 1974. (come E.V. Cunningham)
- Gli emigranti, traduzione di Augusta Mattioli, Milano, Mondadori, 1978. - Milano, M. Tropea, 1996; col titolo Il vento di San Francisco, E/O, 2015, ISBN 978-88-663-2629-8.
- Seconda generazione, traduzione di Augusta Mattioli, Milano, Mondadori, 1979. - E/O, 2017, ISBN 978-88-663-2745-5.
- Masao Masuto e il diplomatico russo, Milano, Mondadori, 1979. (come E. V. Cunningham)
- L'establishment, E/O, 2017, ISBN 978-88-663-2874-2.

## Filmografia
- 1948 - Il vagabondo della foresta (Rachel and the Stranger) di Norman Foster, dal racconto Rachel del 1941;
- 1960 - Spartacus di Stanley Kubrick, dal romanzo omonimo del 1951;
- 1964 - Il grande sentiero (Cheyenne Autumn) di John Ford, dal romanzo The Last Frontier del 1941;
- 1964 - Tra due fuochi (Man in the Middle) di Guy Hamilton, dal romanzo The Winston Affair del 1959;
- 1965 - Mirage di Edward Dmytryk, dal romanzo Fallen Angel pubblicato nel 1952 sotto lo pseudonimo di Walter Ericson.